# Shawn Fanning
Shawn Fanning, soprannominato Napster (Brockton, 22 novembre 1980), è un informatico e imprenditore statunitense.
È famoso per aver sviluppato, nel 1999, assieme a Sean Parker, Napster, ovvero la prima piattaforma peer-to-peer ad aver conosciuto il successo di pubblico.

## Biografia
Spinto dal suo compagno di stanza al college, desideroso di poter accedere ai file MP3 preferiti, Fanning passò mesi interi a scrivere il codice di un programma che fornisse un modo semplice di scaricare e condividere musica. Sviluppò il programma mentre frequentava la Northeastern University di Boston. Fanning arrivò alla notorietà grazie alla copertina del Wired magazine. Poco dopo, Napster fu al centro di numerose denunce da parte dell'industria musicale che portarono alla completa cessazione del servizio. Dal novembre del 2002 il marchio e il logo Napster sono di proprietà della Roxio, Inc.
Nel 2003 Fanning fondò una sua compagnia operante nel multimedia, la SNOCAP, assieme a Jordan Mendelson e Ron Conway. Nel dicembre 2006 sviluppò Rupture, uno strumento per il Social Networking progettato per condividere i profili individuali dei giocatori e facilitare la comunicazione tra i giocatori di World of Warcraft.
Insieme a Amir Haleem e Sean Carey, ha creato Helium, un network wireless decentralizzato che semplifica la connessione di dispositivi alla rete internet. Chi opera all'interno di questa rete riceve ricompense sotto forma del token Helium (HNT).

## Nella cultura di massa
Nel film del 2003 The Italian Job, l'esperto informatico Lyle (interpretato da Seth Green) afferma di essere stato lui il vero inventore di Napster, pertanto si fa chiamare dai compagni "The Real Napster". Lo stesso Shawn Fanning fa un cameo nella pellicola, nel ruolo del "ladro" che avrebbe rubato l'idea a Lyle.